# Лъв Сгур
Лъв Сгур (на гръцки: Λέων Σγουρός) е автономен (независим) византийски владетел в Гърция през началото на 13 век. Той наследява преди 1200 г. баща си Теодор Сгур (Теодорос Сгурос) службата архонт на Навплио в Арголида на полуостров Пелопонес (от около 1198 до 1208 г.).
През 1201 г. Лъв Сгур въстава против управлението на император Алексий III Ангел (1195 – 1203) и става независим владетел. В Навплио той затваря епископа на града. След това завладява Аргос и стратегически важния град Коринт, като нарежда да ослепят архиепископа на града по време на банкет и да го хвърлят от Акрокоринт. След това той завладява и разрушава долната част на Атина. Митрополитът на Атина, Михаил Хониат, се защитава успешно на Акропола. През 1202 г. Сгур обсажда града от морето и прекъсва неговият контакт с Константинопол. През това време той предприема и успешен поход до Тива. До 1203 г. Леон Сгоурос си завладява едно княжество, което обхваща Атика, Беотия и Коринтския провлак.
През лятото 1203 г. войската на Четвъртия кръстоносен поход пристига пред стените на Константинопол. През април 1204 г. латините завладяват столицата на Византия и основават Латинската империя. Към края на 1204 г. Лъв Сгур се среща с бягащия император Алексий III в Лариса и се жени за неговата дъщеря Евдокия (неин трети брак), като взема титлата деспот.
По пример на спартанския цар Леонид I Лъв Сгур смята да спре наближаващите латини под командата на Бонифаций Монфератски на Термопилите. Местното гръцко население обаче му отказва помощ, заради предишната му тирания и се присъединява към латините. С малко привърженици Сгурос се укрепява в силната крепост Акрокоринт. Затова латините без боеве могат да превземат през лятото 1205 г. Беотия и Атика. Тези провинции Бонифаций Монфератски дава на приближения си бургундец Отон дьо ла Рош. Монфератски тръгва към Навплио, а неговият подкомандир
Жак II д'Авен обсажда Акрокоринт. Следващите години Сгоурос се защитава успешно в крепостта си, докато деспотът на Епир, Михаил I Комнин Дука Ангел, му отказва съюз. През есента 1208 г. Сгур с коня си се хвърля от скалите на Акрокоринт. Акрокоринт се предава на латинските завоюватели едва през 1209 г., а Навплио през 1210/1211 г. Вдовицата му Евдокия умира няколко години по-късно, вероятно през 1211 г.